# 곰달래로
곰달래로는 서울특별시 양천구 신월동에서 양천구 목동을 잇는 길이 3.27km, 너비 15m, 왕복 2차선 도로이다. 길이 좁아서 가로명을 붙일 수 있는 도로 기준에 미달 되지만 시민들이 많이 이용하므로 1984년 11월 7일 가로명이 제정되었다. 가로명은 신월동에 있는 3개의 큰 부락 가운데 곰달래말에서 유래한다. 곰달래말(마을)은 옛 지도에 고음월(古音月)로 표기되어 있는데, 이는 신월동에 있는 하천의 이름에서 유래한다. 이중 '고음'은 '검은'의 음차이며, 월'月'은 달로서 전체적으로 검은달 즉 초승달을 뜻하며 참조로 보름달은 순 한국어로 '온달'이라고 말한다. '래'는 한자어로 '川'의 본 한국어 뜻인 개울 및 내를 의미하며 '곰달래'의 전체 한자말은 '新月川'으로서 현재 신월동과 화곡동의 사이를 흐르는 복개된 내천의 이름이며, 이를 가로 지르는 길의 이름을 '곰달래길'이라고 하였다.
등촌로에서 갈라져 남부순환로와 이어지고 경인고속도로와 나란히 달리며, 지하철 5호선이 지나고 까치산역이 가까이 있다. 아파트보다 단독주택 및 다세대주택 등이 대부분을 차지하는 주거지역이다.

## 경유지
양천구 신월동 - 강서구 화곡동 - 양천구 목동